# Leif Hansen
Leif Hansen (...) è un astronomo danese.
Il Minor Planet Center gli accredita la scoperta dell'asteroide 4444 Escher effettuata il 16 settembre 1985 in collaborazione con Per Rex Christensen e Hans Ulrik Nørgaard-Nielsen.